# Готівка

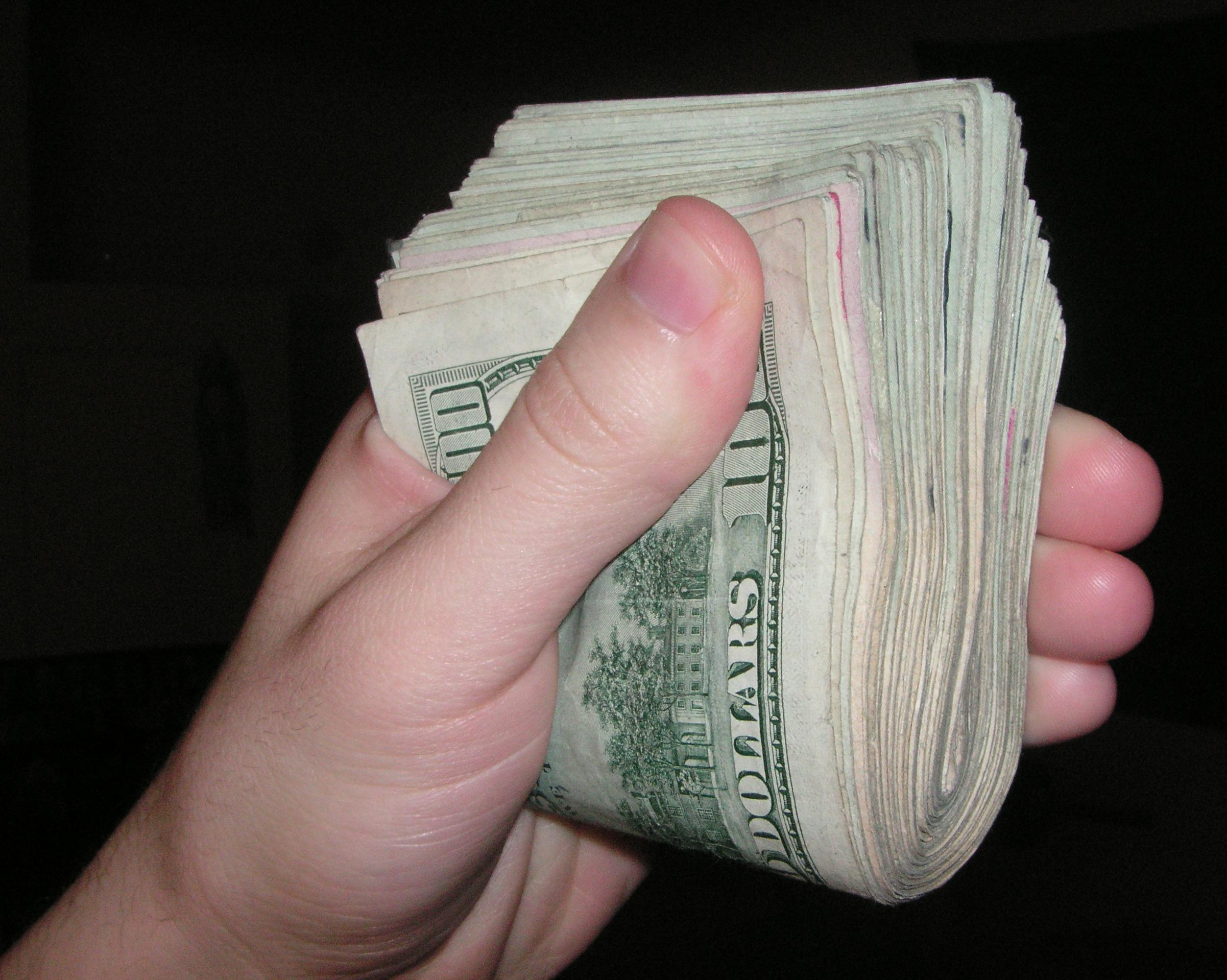
готівкова іноземна валюта у вигляді банкнот

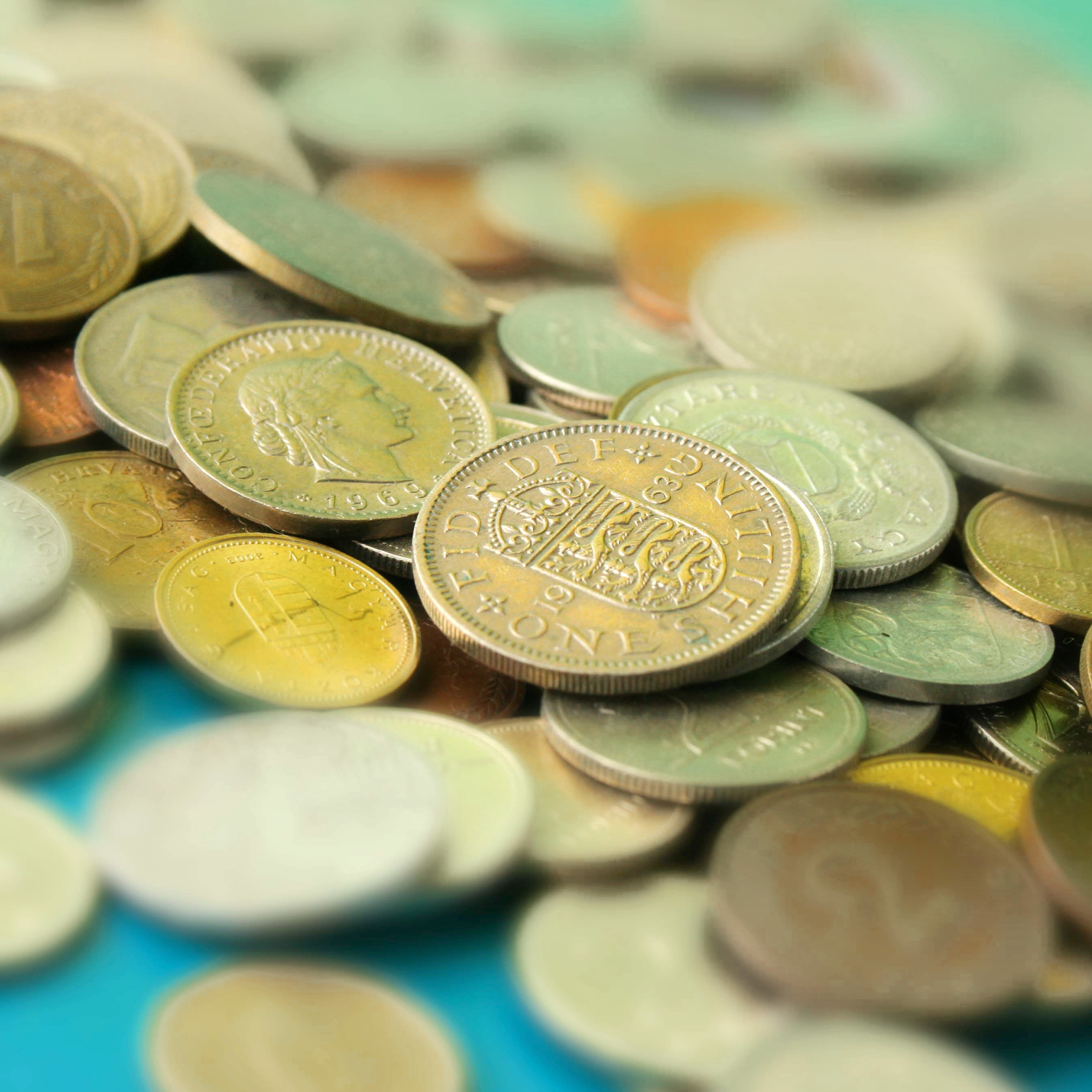
готівкова іноземна валюта у вигляді монет

Готі́вка (англ. cash money) — сума випущених в обіг паперових і монетних грошей, які є дійсними платіжними засобами.
Готівка зручна для конфіденційних проплат, перевезення тощо, але незручна тим, що утруднює оперативні виплати на відстані. Останній недолік готівки виключається за рахунок введення електронних грошей.

## Юридичне врегулювання поняття у світі

### В Україні
В Україні, згідно з Інструкцією про переміщення готівки і банківських металів через митний кордон України, готівка - це готівкова валюта України і готівкова іноземна валюта у вигляді банкнот і монет, що перебувають в обігу та є законним платіжним засобом на території відповідної держави, банкноти та монети, вилучені з обігу або такі, що вилучаються з нього, але підлягають обмінові на грошові знаки, які перебувають в обігу (крім монет, що належать до банківських металів), і дорожні чеки.
Станом на квітень 2024 року, за даними НБУ, в Україні у готівковому обігу перебуває 14,6 млрд монет (без пам’ятних та інвестиційних) на суму 7 млрд грн. Найбільше в обігу монет номіналом 10 копійок – 28,1 % від загальної кількості. Найменше – монет номіналом 10 гривень, їх 1,5 % від загальної кількості.

## Цікаві факти
- Станом на 2012 рік у Швеції лише 3 % розрахунків здійснюються готівкою (для порівняння: у США — 7 %, в ЄС — 8 %)[3].
- У 1661 році Швеція стала першою країною, яка ввела в обіг паперові гроші[3]. Нині там навіть у церкві можна зробити пожертви платіжними картками[3].